# Opel Grandland
Opel Grandland (укр. Опель Грандленд) — компактний кросовер німецької компанії Opel. 
З 2017 по 2021 рік називався Opel Grandland X.

## Перше покоління (2017-2024)

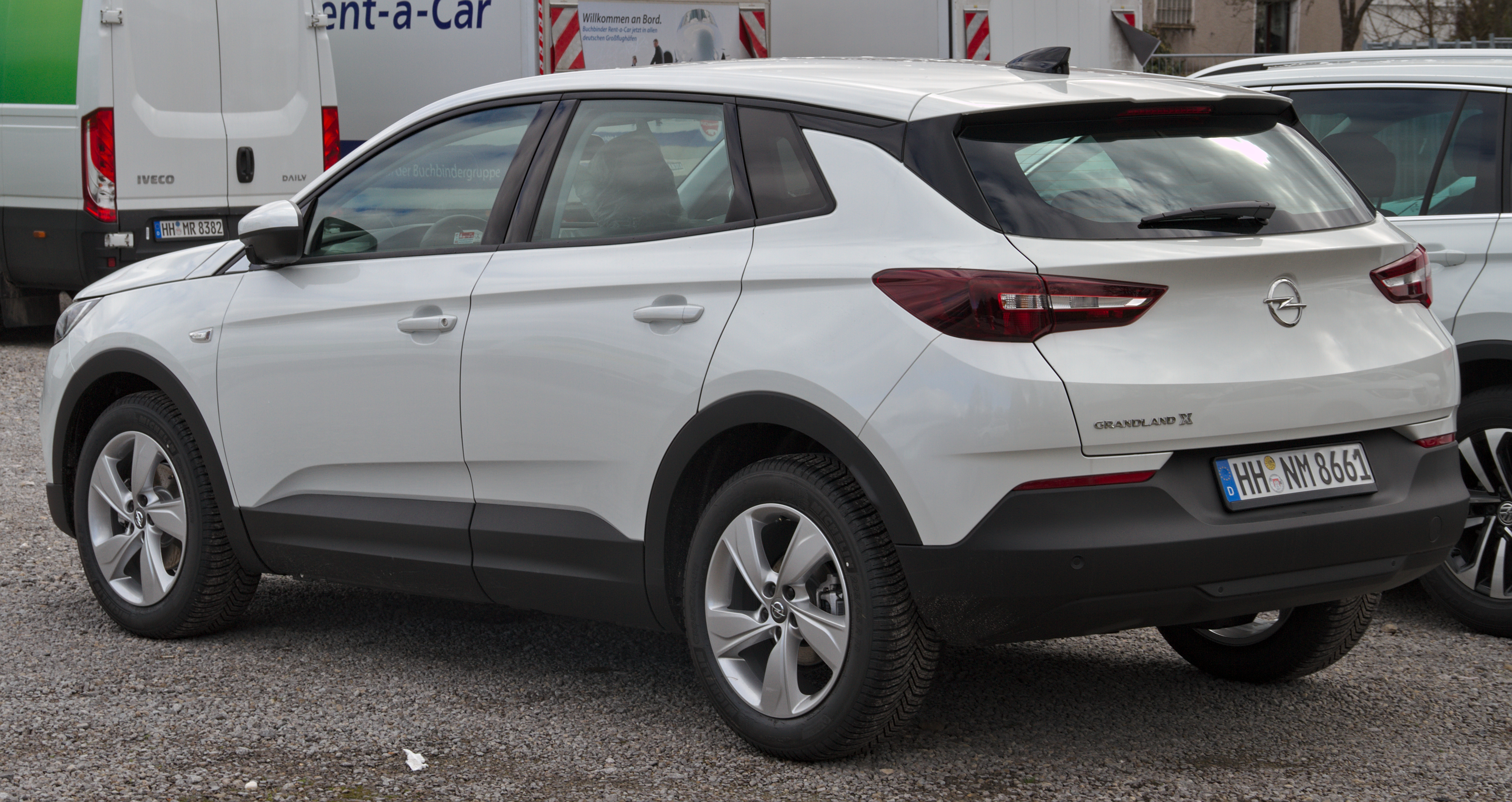
Opel Grandland X

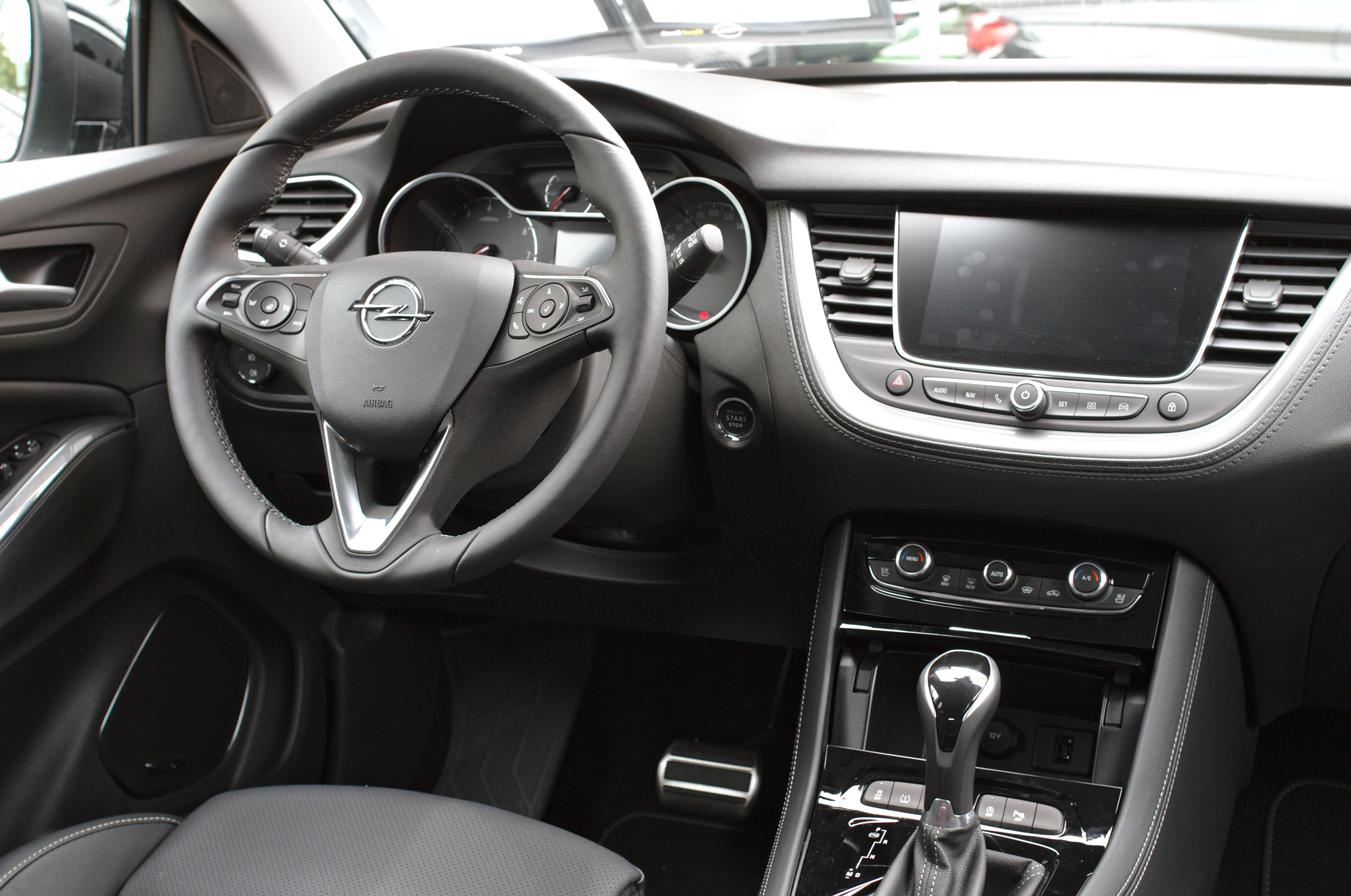
салон

Світова прем'єра серійного автомобіля відбулася на Франкфуртському автосалоні 13 вересня 2017 року, продажі почалися в листопаді того ж року. Випуск Grandland X здійснюють на заводі PSA у французькому місті Сошо. У Великій Британії модель називається Vauxhall Grandland X.
Основним конкурентом моделі є Nissan Qashqai другого покоління.
Новий Опель Грандленд Х отримав бензиновий турбомотор об'ємом 1,2 л (130 к.с.) і турбодизель об'ємом 1,6 л (120 к.с.), що працюють на вибір з 6-ст. МКПП або 6-ст. АКПП. Привід кросовера тільки передній, але на допомогу водієві при проходженні важких ділянок встановлена система IntelliGrip з п'ятьма режимами роботи.
Багажне відділення при 5-місному завантаженні салону забезпечує можливість прихопити з собою до 514 л поклажі, а якщо скласти спинку заднього крісла, то його обсяг зросте до 1652 л.
У верхній частині центральної консолі переважають великий сенсорний екран мультимедійної системи IntelliLink. У стандартній версії 4.0 він має діаметр 7-дюймів, а в 5.0 — 8 дюймів, і, крім того, навігаційна система 3D. Обидва можуть підтримувати Apple CarPlay і Android Auto.
Opel Grandland X доступний в даний час в чотирьох комплектах обладнання: Enjoy, Innovation, Elite і Top-Ultimate. Уже в стандартній комплектації є: 6-ть подушок безпеки, система Opel OnStar, мультимедіа IntelliLink 4.0, кондиціонер, бортовий комп'ютер, круїз-контроль, камера «Opel Eye», система розпізнавання знаку обмеження швидкості, система попередження про ненавмисну зміну смуги руху, електросклопідйомники передні і задні, центральний замок, датчики паркування ззаду, світлодіодні задні ліхтарі і 17-дюймові литі диски. Крім цього, 6 аірбегов, ABS, ESP і система допомоги при рушанні в гору HSA.

### Фейсліфтинг 2021

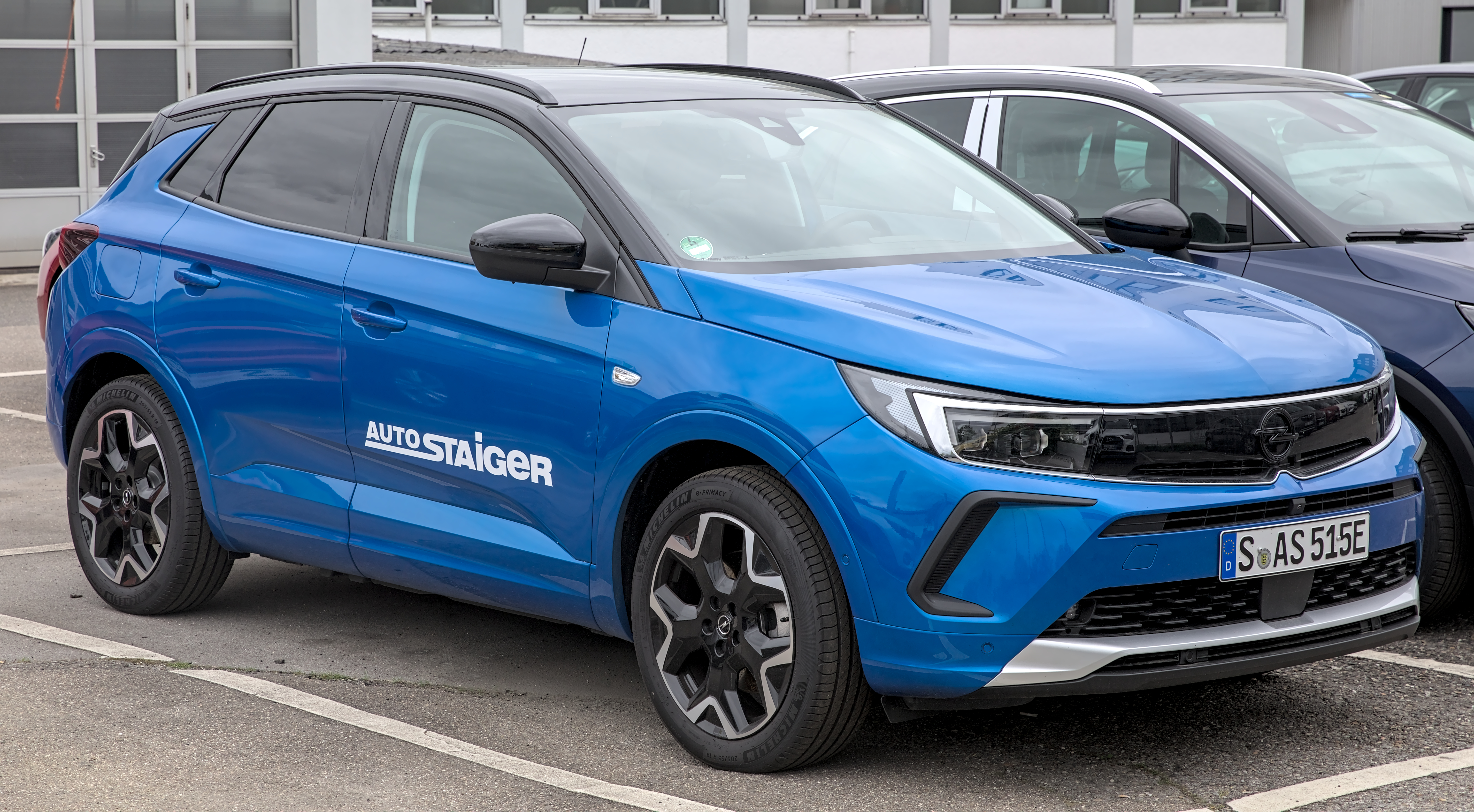
Opel Grandland (з 2021)

В червні 2021 року Opel представив перероблену версію автомобіля. Автомобіль отримав нову передню частину, від Opel Mokka B («Vizor»). Крім того, як і у випадку з Opel Crossland, літера «X» більше не з'являтиметься в назві моделі. Вихід на ринок, спочатку був запланований на жовтень 2021 року, але згодом був перенесений на початок 2022 року через глобальний дефіцит напівпровідників.

### Opel Grandland X Hybrid4

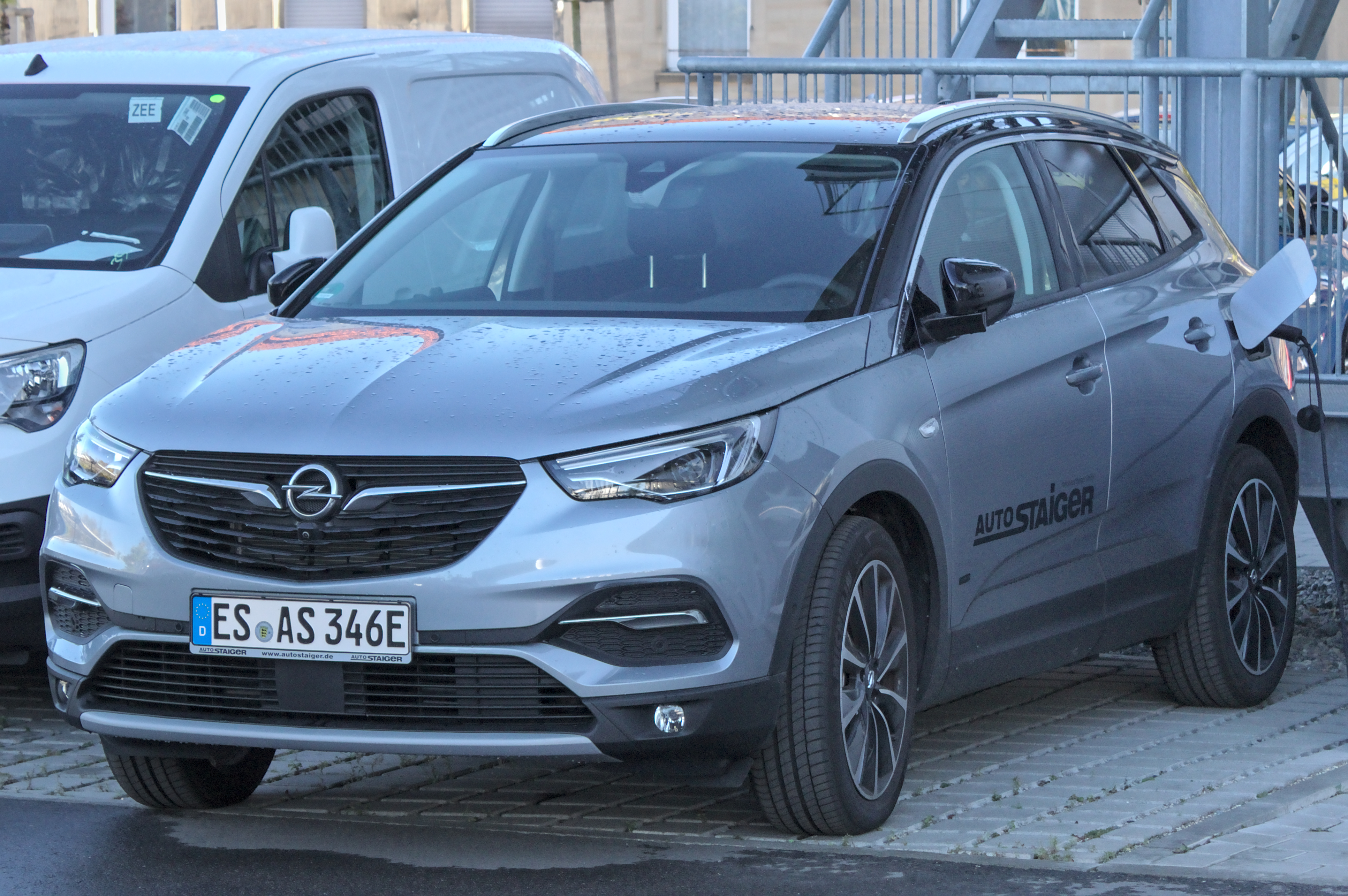
Opel Grandland X PHEV

14 квітня 2019 року дебютував підключаємий гібрид PHEV під назвою Opel Grandland X Hybrid4. У Опеля повноприводна система Hybrid4 включає бензинову турбочетвірку 1.6 (200 к.с.) і два електродвигуни по 80 кВт (109 к.с.), сумарна віддача становить 300 к.с. Передній електродвигун з'єднаний з восьмиступінчастою АКПП e-EAT8, задній з інвертором і диференціалом вбудований в підвіску. Живлення забезпечує літієво-іонна батарея ємністю 13,2 кВт•год, розташована під задніми сидіннями.
На одній електротязі гібрид проїжджає 50 км. За попередніми підрахунками, комбінована витрата палива в циклі WLTP становить 2,2 л/100 км. Викиди CO2 не повинні перевищувати 49 г/км. Зарядка батареї від настінного терміналу потужністю 7,4 кВт займає 110 хвилин.
Є чотири режими руху: електричний, гібридний, повнопривідний і спортивний.

### Двигуни
Бензинові
- 1.2 л PureTech EB2 DTS I3 130 к.с. 230 Нм
- 1.6 л PureTech EP6 FADTXd I4 180 к.с. 250 Нм

Дизельні
- 1.5 л BlueHDi I4 100 к.с. 250 Нм (04/2018–07/2018)
- 1.5 л BlueHDi DV5RC I4 130 к.с. 300 Нм
- 1.6 л BlueHDi DV6FCTED I4 120 к.с. 300 Нм (10/2017–04/2018)
- 2.0 л BlueHDi DW10FCTED4 I4 177 к.с. 400 Нм

Гібридні (Plug-in-Hybrid)
- 1.6 л PureTech I4 180 к.с. + 1 електродвигун 110 к.с. разом 224 к.с. 360 Нм
- 1.6 л PureTech I4 200 к.с. + 2-ва електродвигуни по 109 к.с. разом 300 к.с. 520 Нм (Opel Grandland GSe)

## Друге покоління (з 2024)

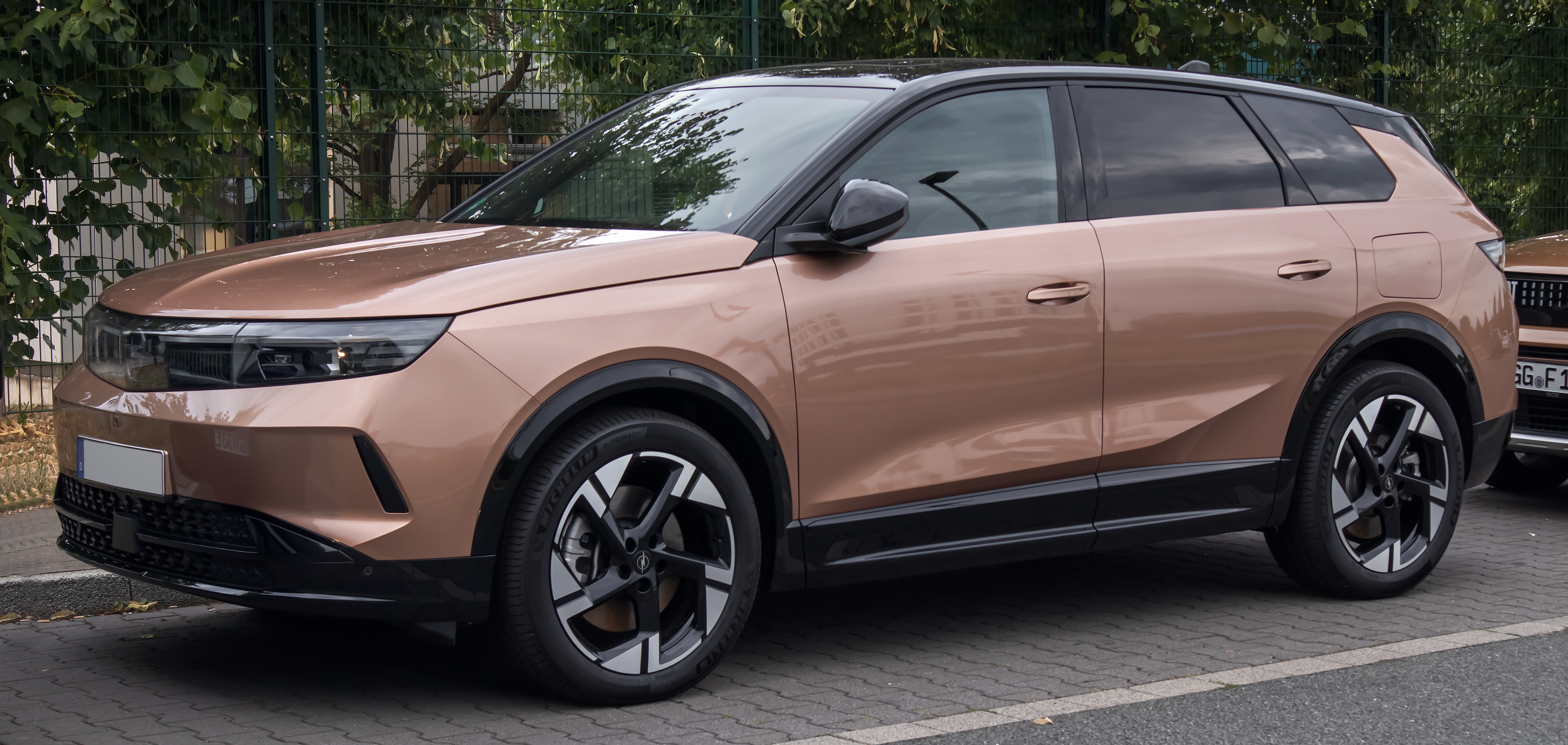
Opel Grandland B

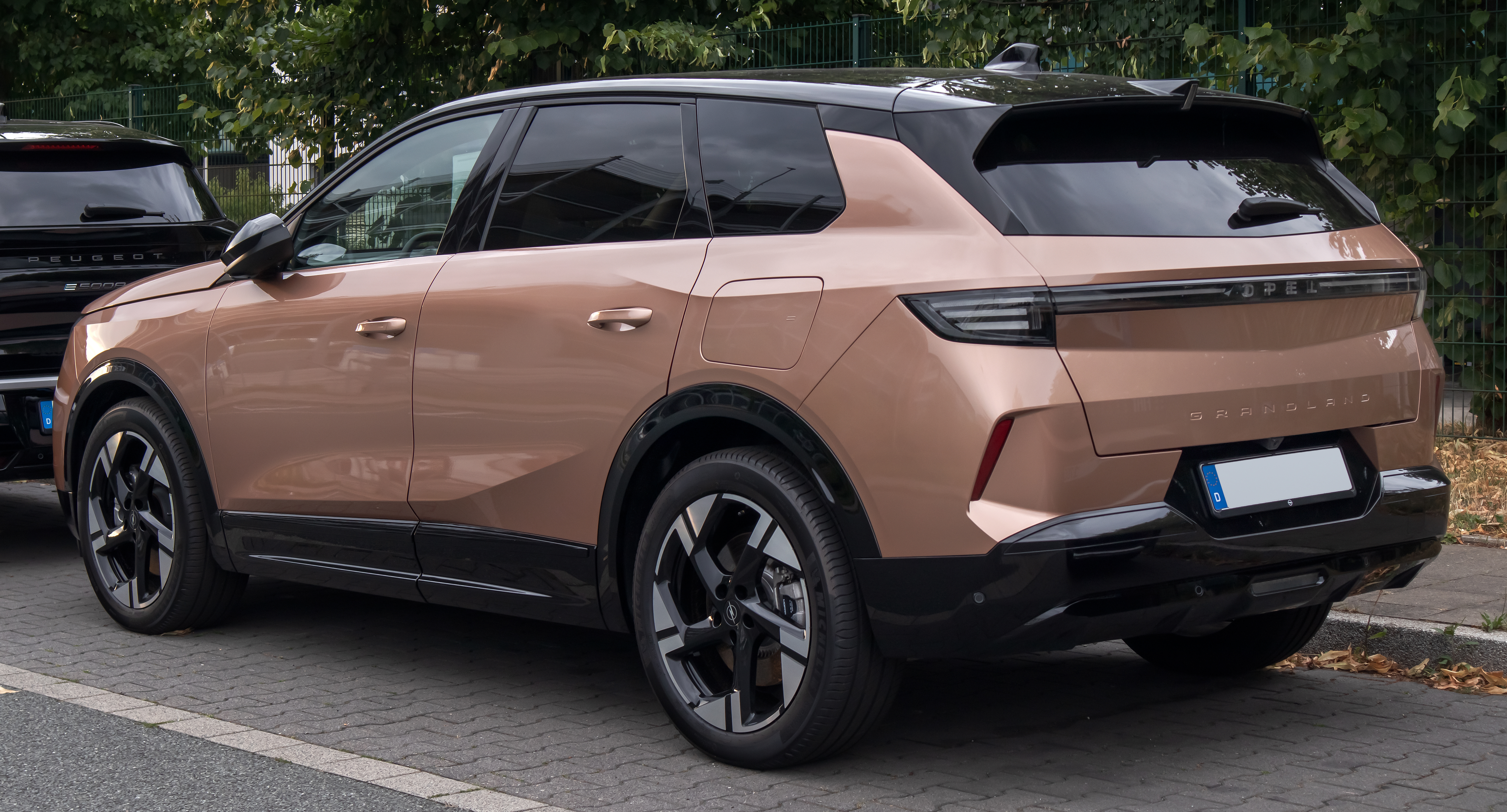
Opel Grandland B

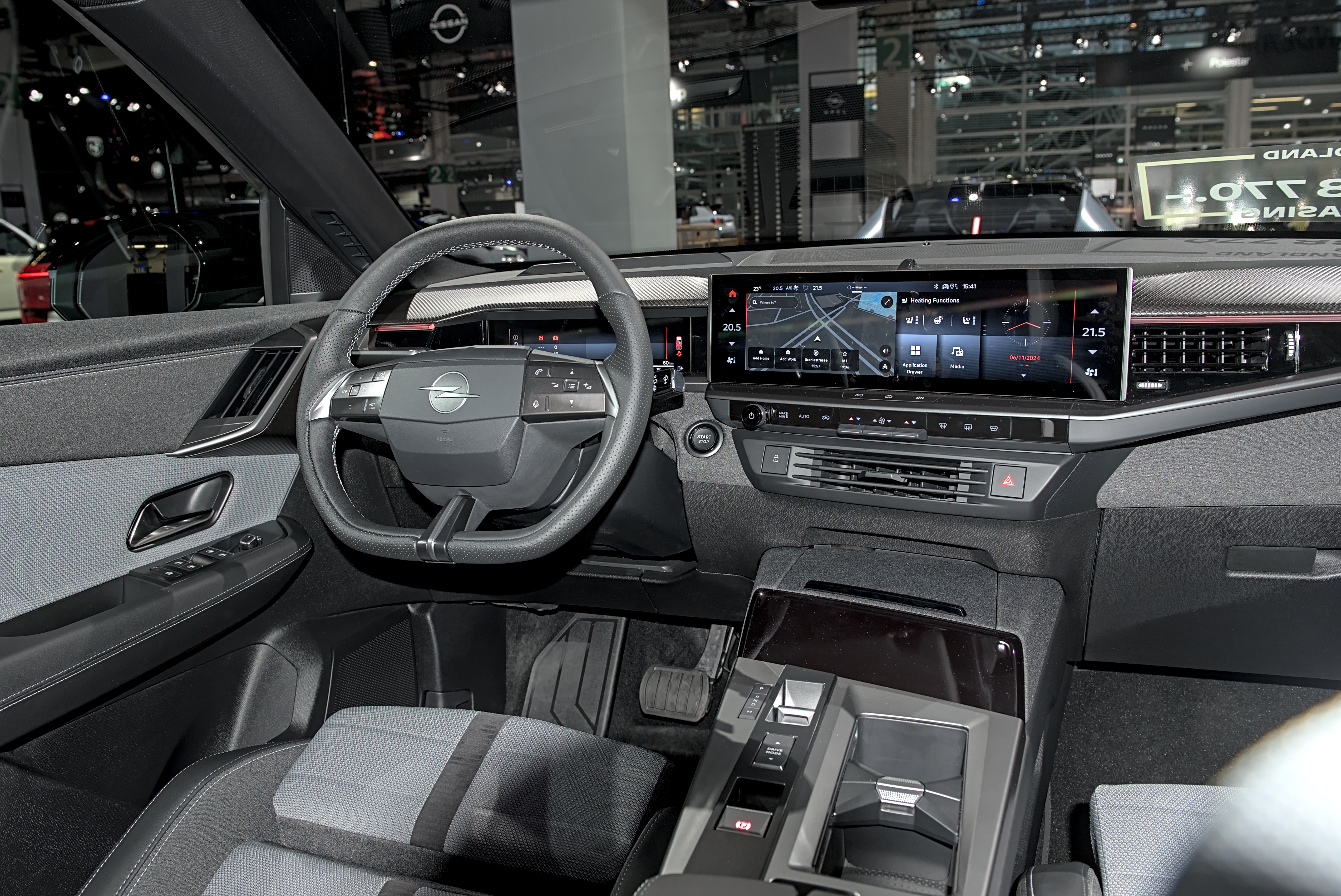

Друге покоління Grandland було офіційно представлено 22 квітня 2024 року і є третім транспортним засобом, заснованим на платформі STLA Medium від Stellantis.

### Двигуни
Hybrid 48 V :
- 1.2 PureTech 136 І3 136 к.с.

Hybrid:
- 1.6 PureTech 150 І4 + електродвигун 195 к.с.

Електричний:
- 213 к.с.

## Продажі
| рік  | Європа |
| ---- | ------ |
| 2017 | 8,971  |
| 2018 | 77,859 |
| 2019 | 91,575 |